# Colete à prova de balas

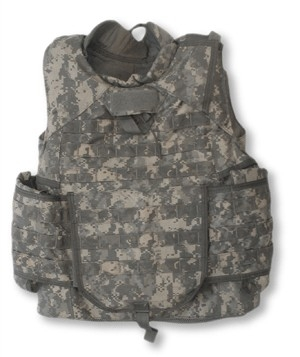
Um colete usado pelo exército dos Estados Unidos.

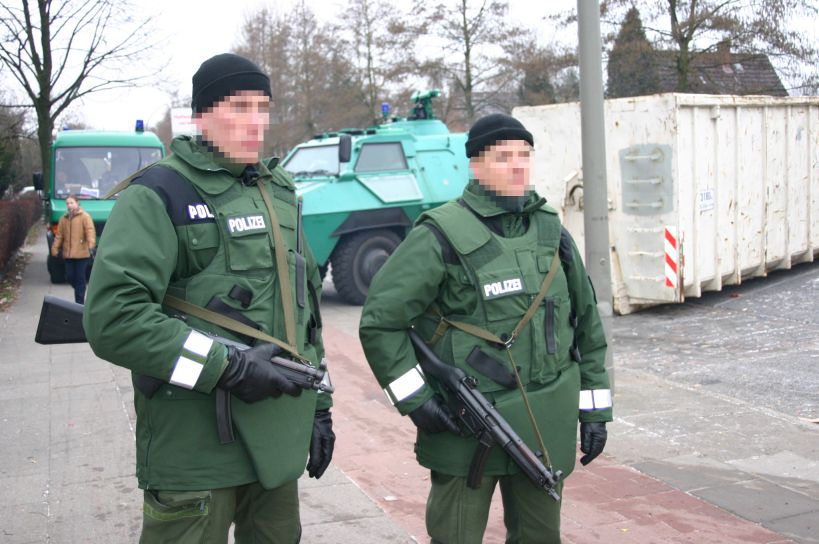
Policiais alemães em coletes à prova de balas de plantão em um hospital militar.

Colete à prova de balas ou colete balístico (que é o termo técnico correto para identificá-los) são vestimentas especiais que protegem os utilizadores contra projéteis ou destroços de artefatos militares (e.g. granadas ou outros explosivos). Normalmente são feitos de Kevlar, uma fibra de aramida, material sintético semelhante ao náilon, leve e flexível mas cinco vezes mais resistente que o aço.
A cientista americana Stephanie Kwolek da Dupont, no ano de 1965, na busca por um material com a resistência térmica do amianto e rigidez da fibra de vidro, acabou por descobrir um novo polímero. Como os projéteis são feitos em chumbo (muitas vezes revestidos por uma liga metálica mais dura), com a velocidade que atingem ao serem lançadas se tornam fatais. Com o Kevlar, é possível se obter uma proteção para esses artefatos.
Características do Kevlar: insolúvel, imune a ataque químico, resistente ao fogo, flexível e leve.
Não é só em coletes que se aplica o material Kevlar. Também é usado em revestimentos para motores de aviões para evitar que uma eventual explosão na turbina ou compressor os danifique.

## Nível de proteção
Os coletes balísticos são classificados pelo seu nível de proteção conforme as normas da NIJ - National Institute of Justice (Instituto Nacional de Justiça Norte Americano). Esses padrões, determinados pelos Estados Unidos, são seguidos por diversos países. Veja os níveis de proteção:

Obs.: A classificação do níveis como permitido e restrito são conforme a legislação brasileira.